# Rakugo

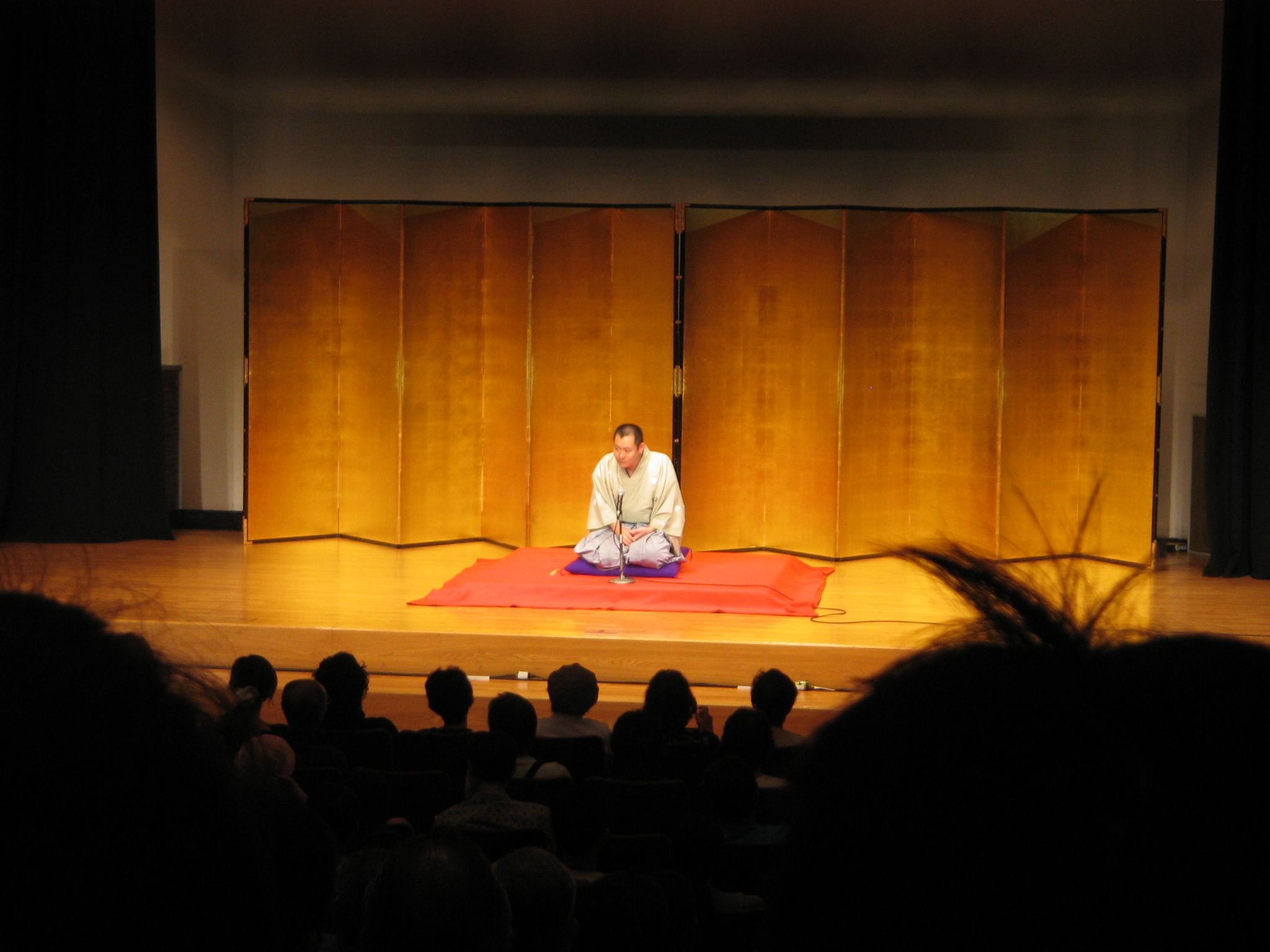
Rakugoka a Sanma Fesztiválon

Rakugo (落語, szó szerint „hulló szavak”) egy japán szóbeli előadásmód. A rakugoka (落語家, mesélő) egyedül ül a színpad közepén (高座, Kóza). Kellékként csupán egy papírlegyezőt (扇子, sensu) és egy kicsi anyagdarabot (手拭, tenugui) használhat, és anélkül hogy a seizának nevezett pozícióból felállna, elmesél egy hosszú, bonyolult komikus történetet. A előadásban mindig található dialógus, amit a színész egyedül ad elő. A szereplők közti különbséget csupán a beszéd stílusán, hangmagasságán és a fej elmozdításán lehet észrevenni.

## Jelentés
A rakugo eredetileg karukucsi (軽口) néven volt ismert. A kanjit legelőször 1787-ben használták ilyen típusú előadásokra, de ebben az időben magukat a karaktereket (落し噺) otosibanasiként olvasták, ami „hulló társalgást” jelent.
Magát a rakugo szót a Meidzsi-kor (1868‑1912) közepétől kezdték el használni, és a Sóva-korban (1926‑1989) normalizálódott.

## Leírás
Az előadó a közönség előtt ül és célja, hogy közönségét jókedvre derítse hanglejtésével és limitált gesztusaival. A narrációt mindig egy ocsi (落ち - szó szerint „esés”) vagy szage (下げ - szó szerint „leereszkedő”) zárja, ami megtöri az előadás menetét. Összesen tizenkétféle ocsit ismernek el, amik közül több ocsi egy összetett verzió, ami hosszú idő alatt alakult ki az egyszerűbb verziókból.
A korai rakugo több stílussá is fejlődött, mint például a sibaibanasi (芝居噺, színházi társalgás), az ongjókubanasi (音曲噺, zenei társalgás), a kaidanbanasi (怪談噺, szellem társalgás) és nindzsóbanasi (人情噺, szentimentális társalgás). Ezek közül a stílusok közül többől is hiányzik az ocsi, ami a hagyományos rakugóban alapvető fontosságú.
A rakugót Watanabe Noriko, a Baruch Egyetem professzora úgy magyarázta el, mint “egy sitcom, amiben minden szereplőt ugyanaz játssza.”

## Történelem

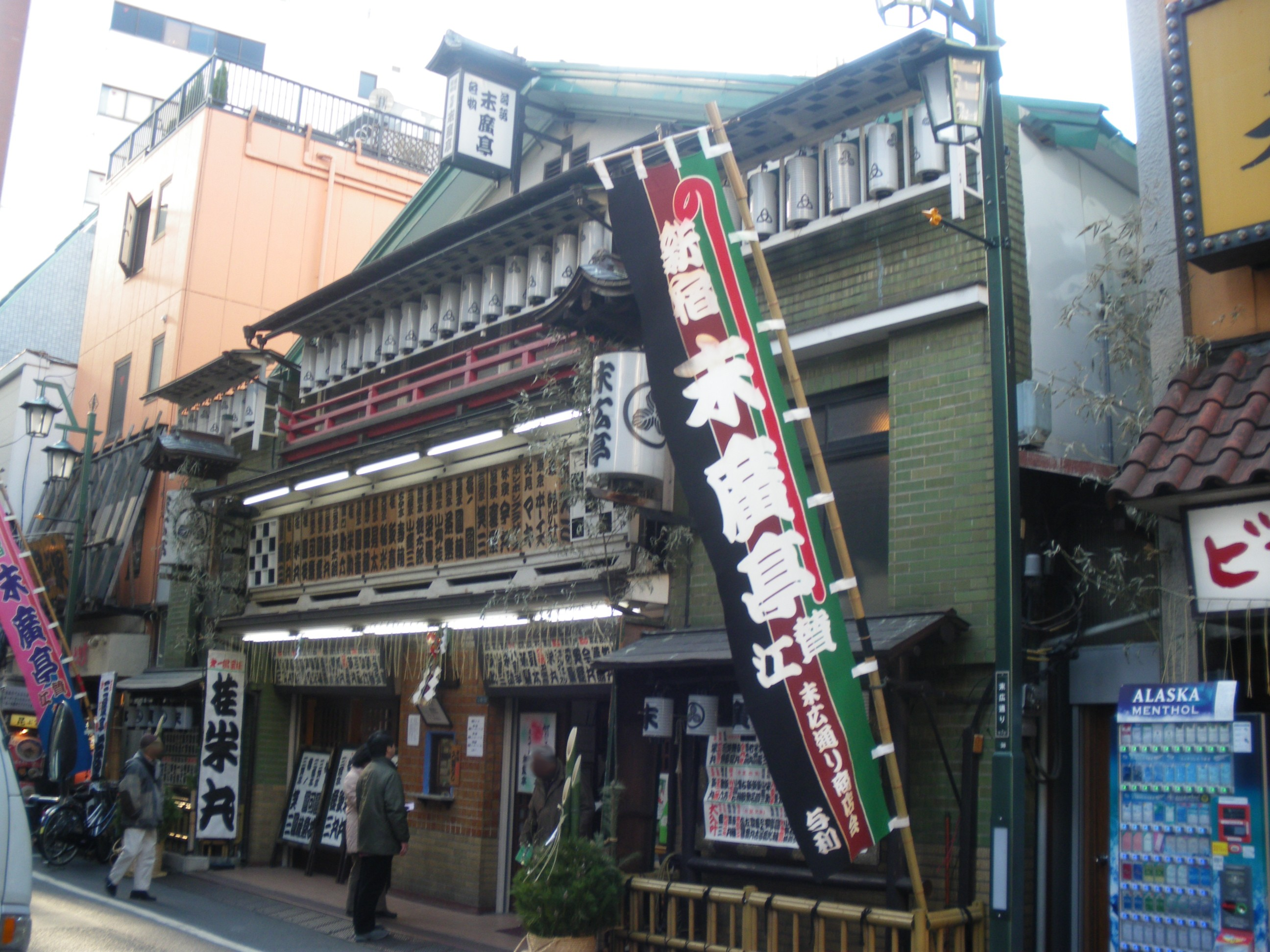
Sindzsuku szuehirotei egy híres operett színház Tokióban, ahol sok rakugo előadást tartanak.

A rakugót buddhista szerzetesek találták fel a 9-10. században, hogy szentbeszédüket érdekesebbé tegyék, és ennek írásos tradícióját visszavezethetjük egy történet gyűjteményre, az Udzsi Süi Monogatarira (1213‑1218). Ahogy telt az idő, a humoros narráció monológgá alakult, valószínűleg a daimjók, más néven feudális urak kérésére, akik mindig kerestek gyakorlott előadóművészeket saját szórakoztatásukra.
Az Edo-kor alatt (1603‑1867) a csónin, avagy a kereskedő réteg kialakulásának köszönhetően a rakugo elterjedt az alacsonyabb társadalmi réteg között. Több előadó társulat is létrejött, és szöveggyűjteményeket is elkezdtek nyomtatni. A 17. században a színészeket hanasika (többféleképpen is írták, lehetett 噺家, 咄家, vagy 話家, szó szerint „mesemondó”) néven ismerték, amit később felváltott a rakugoka (落語家, „a lehulló szavak embere”) név.
A modern rakugo eljövetele előtt gyakoriak voltak a kobanasik (小噺): rövid vicces történetek, amik ocsival végződtek, és a 17-19. században voltak elterjedtek. Ezeket kisebb nyilvános helyszíneken, vagy csak egyszerűen az utcákon adták elő, és írásban, röpiratként terjesztették. A kobanasi eredetileg egy ismeretlen szerzőtől származó szöveggyűjteményből alakult ki, a Kinó va kjó no monogatari („Tegnapi történetek ma elmesélve”), amiben 230 történetet gyűjtöttek össze mindennapi emberekről.

## Fontos közreműködők

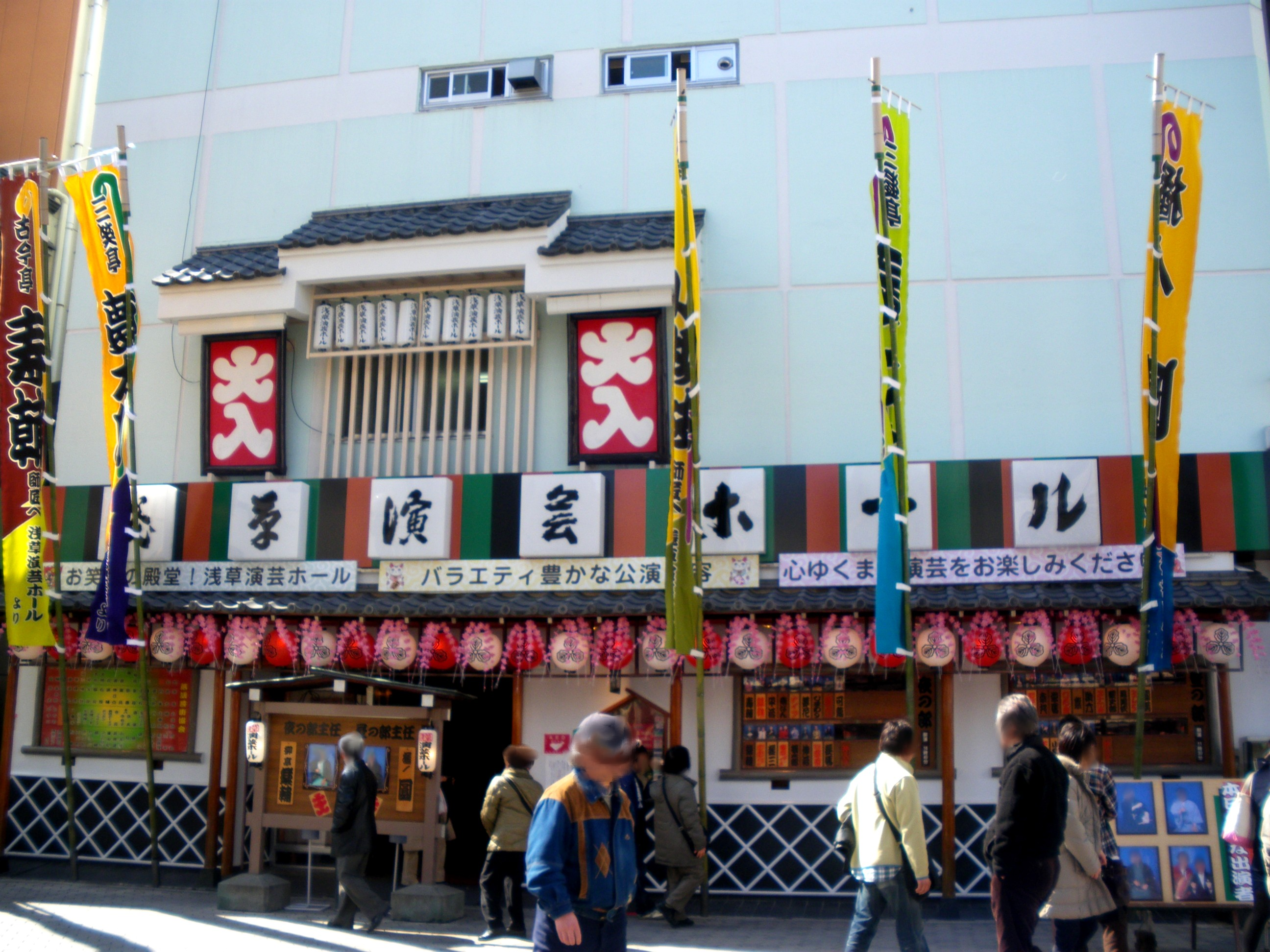
Aszakusza Engei csarnok egy másik híres Tokiói operett színház, ahol rakugót láthatunk.

Rengeteg művész segített a rakugo fejlődésében. Néhányan csupán előadók voltak, de sokan közülük eredeti műveket hoztak létre.
Híresebb Tokugava kori rakugokák közé tartozott Anrakuan Szakuden (1554‑1642), aki a Szeiszuisót (1628) írta, ami több mint 1000 történetet tartalmaz. Edóban (mai Tokió) élt Sikano Buzaemon (1649‑1699), aki a Sikano Buzaemon kudebanasi (Szóbeli tanítói társalgások Buzaemon Sikanótól) és a Sika no makifude (A szarvas ecsete, 1686) írója, amiben 39 mű szerepel, amiből 11 a kabuki kultúráról szól. Enba Tatekawa (1743‑1822) volt a Rakugo rokugi (A rakugo hat jelentése) írója.
Kiotó volt Cuju no Gorobei (1643‑1703) otthona, akinek művei megtalálhatóak a Karakucsi cuju ga hanasiban (Egysorosok: Hajnali harmat történetek), amiben találhatunk rengeteg szójátékot, híres írók életének részleteit és játékokat, amik Tokió, Oszaka és Kiotó környékén található dialektusokra épülnek. 

Ehhez hasonló mű a Karukucsi gozen otoko (Egysorosok: Egy fontos mesemondó), ami Jonezava Hikohacsi gyűjteménye, aki Oszakában élt a 17. század végén. Az alábbi egy példa az előbb említett gyűjteményből:

„Egy férfi elájul egy fürdőkádban. Azt ezt követő zavarodottságban megérkezik egy orvos, aki megnézi a férfi pulzusát, és nyugodtan utasítást ad ki.
-	Húzzák ki a dugót, és engedjék le a vizet.
Miután a kád teljesen kiürült, így szólt az orvos:
-	Remek. Most tegyenek egy tetőt a kádra, és vigyék ki a férfit a temetőbe.”

Ez azt jelzi, hogy a férfi már meghalt. A vicc könnyebben érthető, ha az ember tudja, hogy a tradicionális japán kádak koporsó alakúak.

## Mai előadók
Jelenlegi rakugo művészek közé tartozik Tacsibanaja Enzó, 6. Kacura Bunsi, Tacsibanaja Takezó, Tatekava Sinoszuke és 9. Hajasija Sózó. Emellett, sok híres humorista eredetileg rakugoka tanítványként kezdett, néhányuk még művésznevet is kapott mesterüktől. Közéjük tartozik Akasija Szanma, Sófukutei Curube és Sófukutei Sóhei. Kacura Sidzsaku, egy másik híres előadó Japánon kívül is nagy elismerést szerzett angol nyelvű előadásaiért.

## Fordítás
- Ez a szócikk részben vagy egészben  a   Rakugo című angol Wikipédia-szócikk fordításán alapul.  Az eredeti cikk szerkesztőit annak laptörténete sorolja fel. Ez a jelzés csupán a megfogalmazás eredetét és a szerzői jogokat jelzi, nem szolgál a cikkben szereplő információk forrásmegjelöléseként.